# Meiothecium revolubile
Meiothecium revolubile är en bladmossart som beskrevs av Mitten 1869. Meiothecium revolubile ingår i släktet Meiothecium och familjen Sematophyllaceae. Inga underarter finns listade i Catalogue of Life.